# Judith Owen
Judith Owen est une auteur-compositrice-interprète galloise. Son premier album nord-américain, Emotions on a Postcard, est sorti en 1996. Elle a fondé avec son mari Harry Shearer les Twanky Records.

## Biographie
Judith Owen est issue d'une famille de musiciens. Son père, Handel Owen, est artiste lyrique à Londres pendant trente-cinq ans et sa mère adore la musique dansante. Leur fille s'intéresse à la musique dès l'âge de cinq ans, en écoutant notamment la chanteuse Nellie Lutcher.
En 2022, Judith Owen publie Come On & Get It, un album de reprises qui rend hommage à des artistes féministes des années 1940 et 1950 comme Blossom Dearie, Mary Lou Williams, Julia Lee ou encore Julie London.

## Discographie

### Singles
- 2008 : Creatures of habit (Courgette Records)
- 2012 : Rolling in the deep (feat. Alice Russell & Mike Simmonds) (Courgette Records)
- 2013 : White Christmas (feat. Julia Fordham) (Little Boo Records)
- 2014 : In the summertime (Twanky Records)
- 2014 : Christmas with the devil / The dancing tree (feat. Harry Shearer) (Twanky Records)